# قصر بلدية تونس
قصر بلدية تونس هي مقر بلدية مدينة تونس عاصمة الجمهورية التونسية ويرأسها رئيس البلدية.

كانت بلدية تونس في عهد البايات تسمى مشيخة تونس وأسست في 1789، ولكن تم تغيير الاسم إلى بلدية تونس في سنة 1858.

تمّ تدشين مبنى قصر البلدية يوم 8 نوفمبر 1998، من قبل رئيس الجمهورية التونسية زين العابدين بن علي.

ويوجد قصر البلدية في ساحة القصبة بجانب مقر الحكومة التونسية ومقر مفتي الجمهورية التونسية.

## معرض الصور

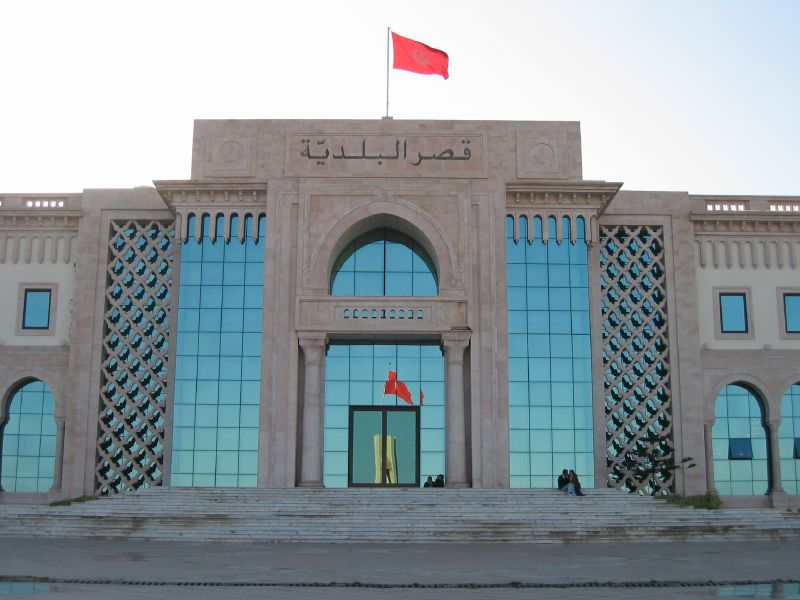
واجهة مقر بلدية تونس العاصمة
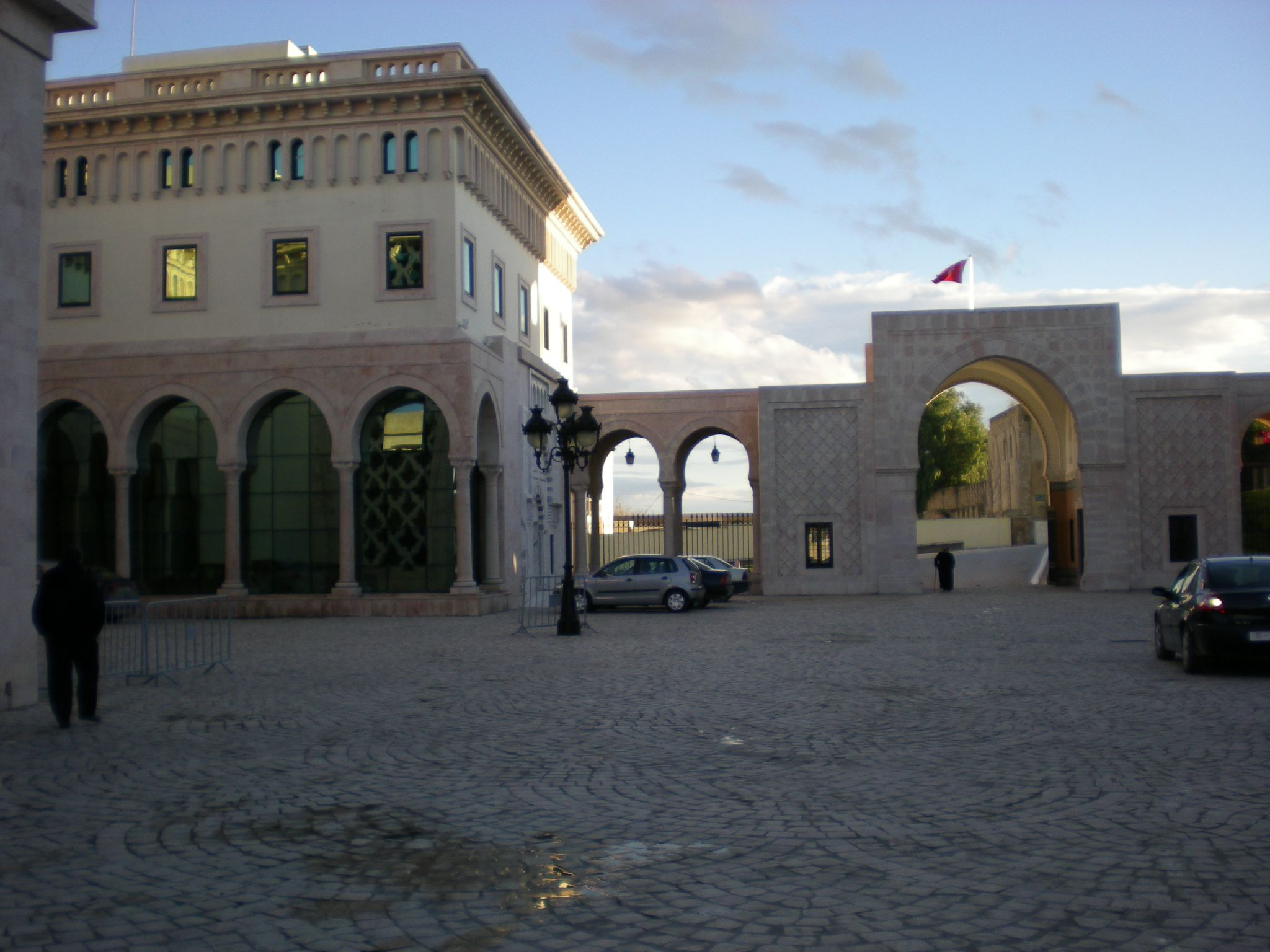
مدخل مقر البلدية
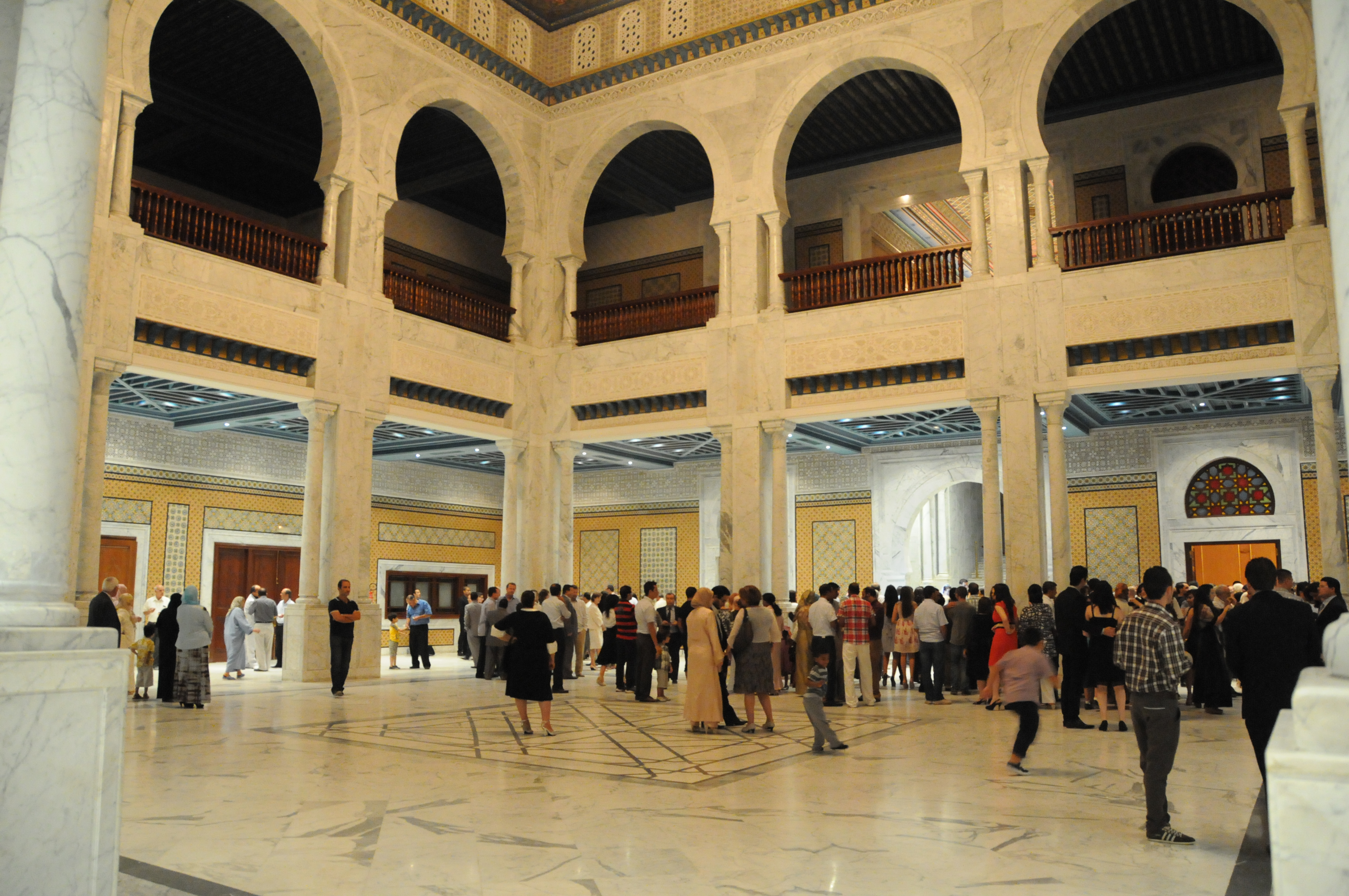
ردهة مقر البلدية
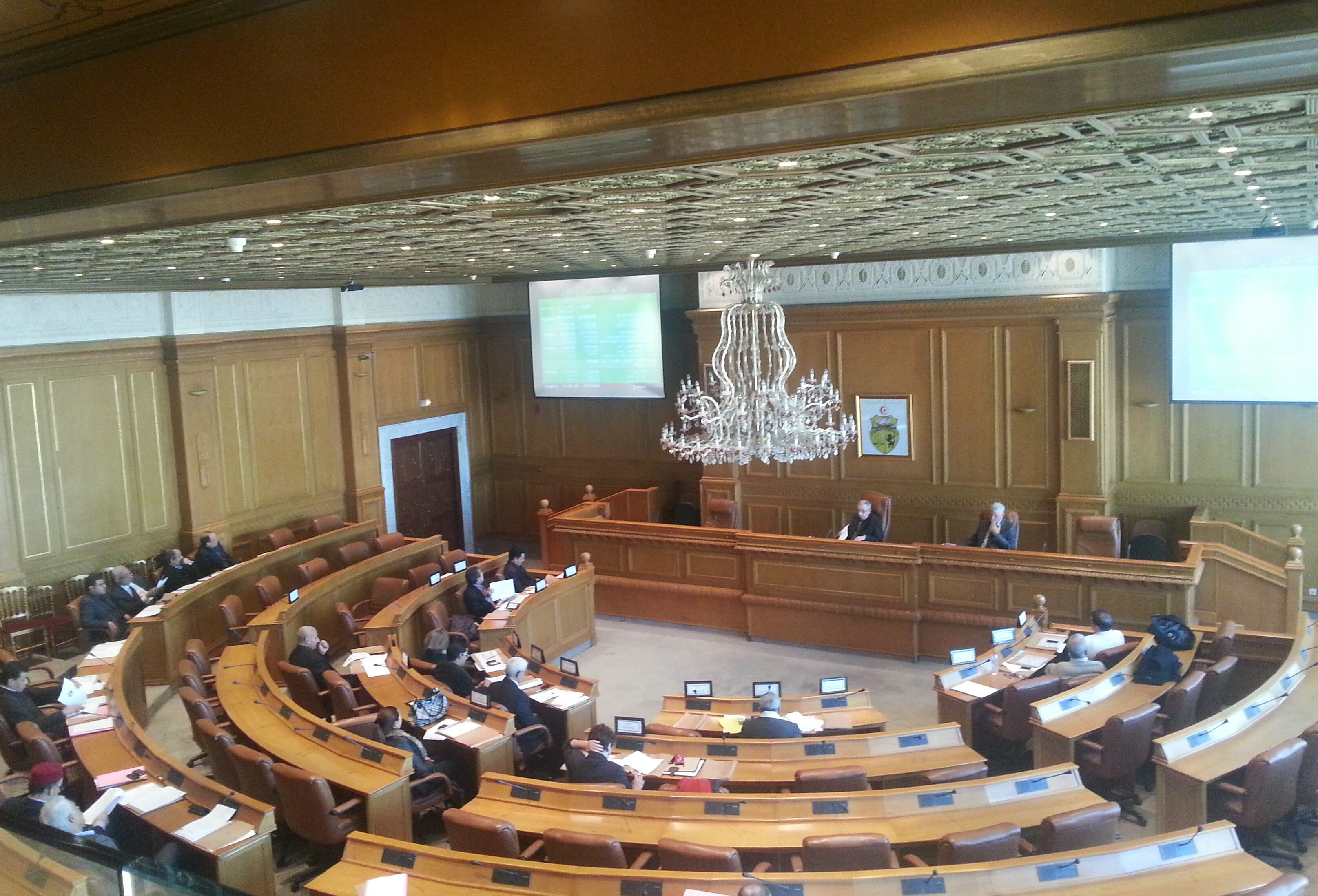
قاعة جلسات المجلس البلدي
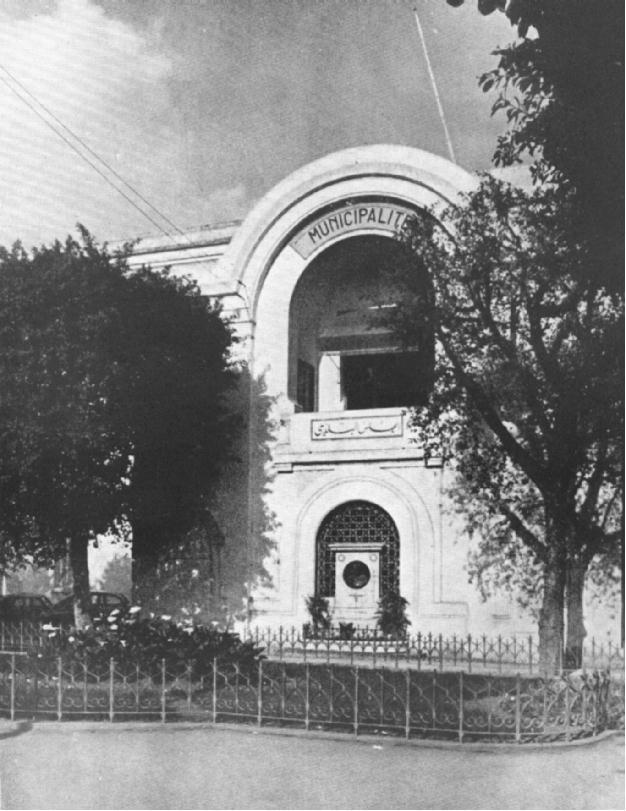
المقر القديم لبلدية تونس

## مقالات ذات صلة
- رئيس بلدية تونس

## روابط خارجية
- مقار المجلس البلدي على الموقع الرسمي لبلدية تونس
- جولة افتراضية لمقر بلدية تونس على الموقع الرسمي لمدينة تونس